# Campionato europeo femminile FIRA 1999
Il campionato europeo femminile 1999 fu la 4ª edizione del torneo europeo di rugby a 15 femminile organizzato dalla FIRA.
Il torneo si tenne a Belluno, in Italia, dal 19 al 24 aprile 1999.
A laurearsi campione fu la Francia, al suo secondo titolo continentale, che in finale batté la Spagna con il punteggio di 13-5.

## Formula
Il torneo si svolse con la formula dell'eliminazione diretta su tre giornate: le otto squadre partecipanti a tale torneo furono accoppiate in incontri di sola andata validi per i quarti di finale, da tenersi nella prima giornata di torneo.
Nella seconda giornata, le squadre vincenti disputarono le semifinali per il titolo e quelle perdenti i play-off per i posti dal quinto all'ottavo.
Nella terza e ultima giornata si tennero le quattro finali per i posti dal settimo al primo.
Tutte le gare si tennero allo Stadio polisportivo di Belluno.

## Squadre partecipanti
- Francia
- Galles
- Inghilterra
- Italia
- Kazakistan
- Paesi Bassi
- Scozia
- Spagna

## Risultati

### Quarti di finale
|  | Quarti di finale | Quarti di finale |         |        | Semifinali                | Semifinali                |  |  | Finale | Finale |
|  |                  |                  |         |        |                           |                           |  |  |        |        |
|  |                  |                  |         |        |                           |                           |  |  |        |        |
|  |                  |                  |         |        |                           |                           |  |  |        |        |
|  | Francia          | 28               |         |        |                           |                           |  |  |        |        |
|  | Francia          | 28               |         |        |                           |                           |  |  |        |        |
|  | Kazakistan       | 0                |         |        |                           |                           |  |  |        |        |
|  | Kazakistan       | 0                | Francia | 19     |                           |                           |  |  |        |        |
|  |                  |                  | Francia | 19     |                           |                           |  |  |        |        |
|  |                  | Inghilterra      | 0       |        |                           |                           |  |  |        |        |
|  | Inghilterra      | Inghilterra      | 0       | 91     |                           |                           |  |  |        |        |
|  | Inghilterra      |                  |         | 91     |                           |                           |  |  |        |        |
|  | Paesi Bassi      | 3                |         |        |                           |                           |  |  |        |        |
|  | Paesi Bassi      | 3                | Francia | 13     |                           |                           |  |  |        |        |
|  |                  |                  | Francia | 13     |                           |                           |  |  |        |        |
|  |                  | Spagna           | 5       |        |                           |                           |  |  |        |        |
|  | Spagna           | Spagna           | 5       | 14     |                           |                           |  |  |        |        |
|  | Spagna           |                  |         | 14     |                           |                           |  |  |        |        |
|  | Galles           | 8                |         |        |                           |                           |  |  |        |        |
|  | Galles           | 8                | Spagna  | 11     | Finale per il terzo posto | Finale per il terzo posto |  |  |        |        |
|  |                  |                  | Spagna  | 11     | Finale per il terzo posto | Finale per il terzo posto |  |  |        |        |
|  |                  | Scozia           | 9       |        |                           |                           |  |  |        |        |
|  | Italia           | Scozia           | 9       | 15     | Inghilterra               | 13                        |  |  |        |        |
|  | Italia           |                  |         | 15     | Inghilterra               | 13                        |  |  |        |        |
|  | Scozia           | 43               |         | Scozia | 15                        |                           |  |  |        |        |
|  | Scozia           | 43               |         |        | 15                        |                           |  |  |        |        |
|  |                  |                  |         |        |                           |                           |  |  |        |        |
|  |                  |                  |         |        |                           |                           |  |  |        |        |

| Belluno 19 aprile 1999 | Francia | 28 – 0 | Kazakistan | Stadio polisportivo |

| Belluno 19 aprile 1999 | Inghilterra | 91 – 3 | Paesi Bassi | Stadio polisportivo |

| Belluno 19 aprile 1999 | Spagna | 14 – 8 | Galles | Stadio polisportivo |

| Belluno 19 aprile 1999 | Italia | 15 – 43 | Scozia | Stadio polisportivo |

### Play-offper il 5º posto
|  | Semifinali  | Semifinali  | Semifinali |        |            | Finale 5º posto | Finale 5º posto | Finale 5º posto |  |
|  |             |             |            |        |            |                 |                 |                 |  |
|  | Kazakistan  | Kazakistan  | 24         |        |            |                 |                 |                 |  |
|  | Kazakistan  | Kazakistan  | 24         |        |            |                 |                 |                 |  |
|  | Paesi Bassi | Paesi Bassi | 0          |        |            |                 |                 |                 |  |
|  | Paesi Bassi | Paesi Bassi | 0          |        | Kazakistan | Kazakistan      | 22              |                 |  |
|  |             |             |            |        | Kazakistan | Kazakistan      | 22              |                 |  |
|  |             |             | Galles     | Galles | 11         |                 |                 |                 |  |
|  | Galles      | Galles      | Galles     | Galles | 11         | 28              |                 |                 |  |
|  | Galles      | Galles      |            |        |            | 28              |                 |                 |  |
|  | Italia      | Italia      | 17         |        |            | Finale 7º posto | Finale 7º posto | Finale 7º posto |  |
|  | Italia      | Italia      | 17         |        |            |                 |                 |                 |  |
|  |             |             |            |        |            |                 |                 |                 |  |
|  |             |             |            |        |            | Paesi Bassi     | Paesi Bassi     | 18              |  |
|  |             |             |            |        |            | Paesi Bassi     | Paesi Bassi     | 18              |  |
|  |             |             |            |        |            | Italia          | Italia          | 50              |  |

#### Semifinali
| Belluno 21 aprile 1999 | Paesi Bassi | 0 – 24 | Kazakistan | Stadio polisportivo |

| Belluno 21 aprile 1999 | Galles | 28 – 17 | Italia | Stadio polisportivo |

#### Finale per il 7º posto
| Belluno 24 aprile 1999 | Italia | 50 – 18 | Paesi Bassi | Stadio polisportivo |

#### Finale per il 5º posto
| Belluno 24 aprile 1999 | Kazakistan | 22 – 11 | Galles | Stadio polisportivo |

### Play-offper il titolo

#### Semifinali
| Belluno 21 aprile 1999 | Inghilterra | 0 – 19 | Francia | Stadio polisportivo |

| Belluno 21 aprile 1999 | Scozia | 9 – 11 | Spagna |  |

#### Finale per il 3º posto
| Belluno 24 aprile 1999 | Scozia | 15 – 13 | Inghilterra | Stadio polisportivo |

#### Finale
| Belluno 24 aprile 1999, ore 16:30 UTC+2 | Francia | 13 – 5 referto | Spagna | Stadio polisportivo |